# Moonlight (Ali Gatie)
Moonlight è un singolo del cantante canadese Ali Gatie, pubblicato il 3 agosto 2018 come primo estratto dal primo EP You.

## Video musicale
Il video musicale è stato reso disponibile il 1º maggio 2019.

## Tracce
Testi e musiche di Ali Gatie e Adrian "Adriano" Allahverdi.
1. Moonlight – 3:48

## Classifiche
| Classifica (2019) | Posizione massima |
| ----------------- | ----------------- |
| Malaysia          | 15                |